# بروستر (واشینگتن)
بروستر (به انگلیسی: Brewster) شهری در شهرستان اوکانوگان ایالت واشنگتن است که در سرشماری سال ۲۰۱۰ میلادی، ۲۳۷۰ نفر جمعیت داشته است.